# Thiodia torridana
Thiodia torridana is een vlinder uit de familie bladrollers (Tortricidae). De wetenschappelijke naam is voor het eerst geldig gepubliceerd in 1859 door Lederer.
De soort komt voor in Europa.